# Ak (jezik)
Ak jezik (ISO 639-3: akq), jedan od tri jezika skupine yellow river, sepička porodica, kojim govori svega 75 ljudi (2000 S. Wurm) u selu Kwieftim, u Papua novogvinejskoj provinciji Sandaun.
Sepički jezici kojima pripadaju i yellow river s akskim jezikom, po starijoj klasifikaciji pripadao je porodici sepik-ramu, iz koje su izdvojeni kao samostalna porodica.
Prema Joshu Projectu, etnička populacija iznosi 200.

## Vanjske poveznice
- Ethnologue (14th)
- Ethnologue (15th)